# Дарлінгтон (Міссурі)
Дарлінгтон (англ. Darlington) — місто (англ. city) в США, в окрузі Джентрі штату Міссурі. Населення — 66 осіб (2020).

## Географія
Дарлінгтон розташований за координатами 40°11′53″ пн. ш. 94°23′59″ зх. д. / 40.19806° пн. ш. 94.39972° зх. д. (40.198004, -94.399682).  За даними Бюро перепису населення США в 2010 році місто мало площу 1,07 км², уся площа — суходіл.

## Демографія
Згідно з переписом 2010 року, у селищі мешкала 121 особа в 44 домогосподарствах у складі 34 родин. Густота населення становила 114 особи/км².  Було 49 помешкань (46/км²).
Расовий склад населення:
| - 92,6 % — білих - 0,8 % — корінних американців |

До двох чи більше рас належало 6,6 %. Частка іспаномовних становила 0,0 % від усіх жителів.
За віковим діапазоном населення розподілялося таким чином: 29,8 % — особи молодші 18 років, 51,2 % — особи у віці 18—64 років, 19,0 % — особи у віці 65 років та старші. Медіана віку мешканця становила 36,3 року. На 100 осіб жіночої статі у селищі припадало 77,9 чоловіків;  на 100 жінок у віці від 18 років та старших — 77,1 чоловіків також старших 18 років.
За межею бідності перебувало 35,7 % осіб, у тому числі 46,7 % дітей у віці до 18 років та 22,2 % осіб у віці 65 років та старших.
Цивільне працевлаштоване населення становило 27 осіб. Основні галузі зайнятості: освіта, охорона здоров'я та соціальна допомога — 22,2 %, будівництво — 22,2 %, роздрібна торгівля — 18,5 %.